# Shannon Elizabeth
Shannon Elizabeth Fadal (Houston, 7 september 1973) is een Amerikaans actrice.
Haar vader is Syrisch/Libanees. Haar moeder is Engels en Cherokee-Indiaans. Vlak na haar geboorte verhuisde het gezin naar Waco in Texas. Elizabeth nam als kind danslessen. Op de highschool was Elizabeth geïnteresseerd in tennis en wilde professional worden, ook deed zij veel aan cheerleading en volleybal.
Elizabeth deed op haar 18e wat modelwerk in New York en woonde na haar diploma in Tokio, Hongkong, Milaan en Parijs. Toen ze terugkwam, mocht ze model zijn voor Ford. Daarna heeft ze in Playboy gestaan en nam ze echte acteerlessen. Elizabeth kreeg al snel rollen in films. Bekend werd ze door het acteren in films als American Pie, American Pie 2, Scary Movie en Love Actually en ze heeft een seizoen in That '70s Show meegespeeld. Ze speelde de geliefde van Enrique Iglesias in zijn clip Be with You.
Elizabeth zet zich in voor het voorkomen van dierenleed. Van 2002 tot 2005 was ze getrouwd met acteur Joseph D. Reitman.

## Filmografie
- American Pie: Reunion (2012)
- Deal (2008)
- Cursed (2005)
- Johnson Family Vacation (2004)
- Love Actually (2003)
- American Pie 2 (2001)
- Jay and Silent Bob Strike Back (2001)
- Thir13en Ghosts (2001)
- Tomcats (2001)
- Scary Movie (2000)
- American Pie (1999)
- Jack Frost (1997)

- Biblioteca Nacional de España: XX1060568
- Bibliothèque nationale de France: cb14071932h (data)
- Gemeinsame Normdatei: 1234512963
- International Standard Name Identifier: 0000 0000 7840 0072
- Library of Congress Control Number: no2002095560
- MusicBrainz: d8c7dd50-d563-45b7-ac1e-fd40915fa1f5
- Nationale Bibliotheek van Tsjechië: xx0058744
- Nationale Bibliotheek van Israël: 987007449296605171
- Nationale Bibliotheek van Polen: a0000002076372
- Virtual International Authority File: 7066670
- WorldCat: E39PBJkxFG9FvJMPBqJbxyh8md